# Klimat- och sårbarhetsutredningen
Klimat- och sårbarhetsutredningen är en svensk statlig utredning (SOU 2007:60) som "kartlägger samhällets sårbarhet för extrema väderhändelser och successiva klimatförändringar på kort, medellång och lång sikt". Utredningen uppskattar också de kostnader som kan uppstå till följd av klimatförändringarna och föreslår åtgärder för att minska samhällets sårbarhet. Generellt föreslås ett ökat ansvar för kommuner och länsstyrelser liksom statligt stöd för storskaliga och kostnadskrävande insatser. Utredaren, Bengt Holgersson, menar att det finns osäkerheter i scenarierna, men att de ändå är tillräckligt robusta för att kunna användas som underlag i samhällsprocessen.